# 丘比特与普塞克 (大卫)

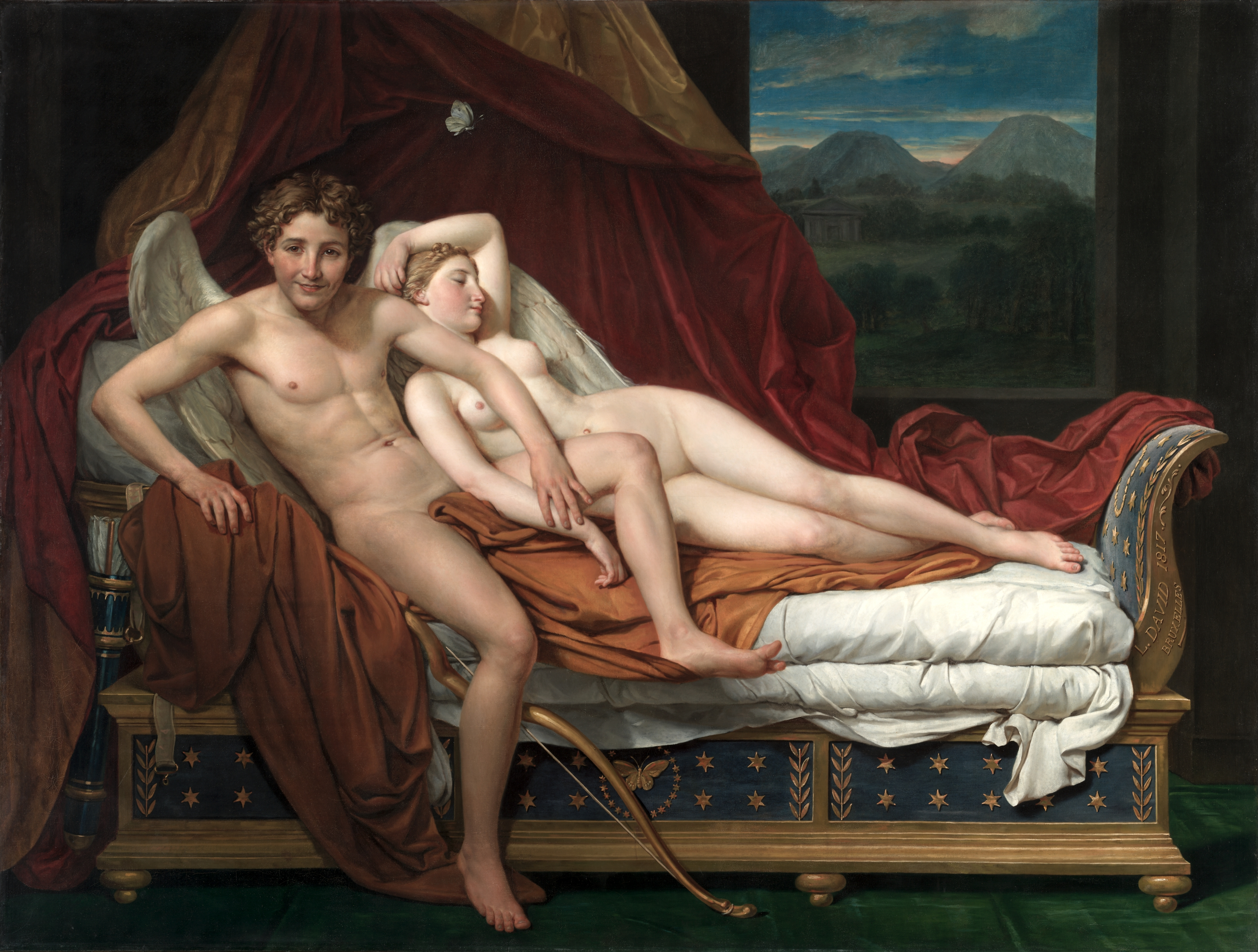

丘比特与普塞克（Cupid and Psyche）是法国艺术家雅克-路易·大卫的一幅画作，创作于1817年，现藏于克利夫兰艺术博物馆。描绘丘比特与普塞克的神话故事。

## 历史
它是在大卫流亡布鲁塞尔期间，为赞助人和收藏家吉安·巴蒂斯塔·索姆马里娃创作的。 在布鲁塞尔博物馆举行的首次展览中，它对丘比特形象的现实主义处理令观众大吃一惊。